# Тишанка (приток Дона)
Тишанка — река в России, протекает по Дубовскому и Иловлинскому районам Волгоградской области. Левый приток Дона, формально впадает в Цимлянское водохранилище.

## География
Тишанка начинается в урочище Тишанка северо-западнее города Дубовка, в нескольких километрах от Волги. Течёт на северо-запад, на левом берегу хутора Спартак и Садки. Ниже Садков принимает правый приток реку Лозная, после чего поворачивает на запад. До устья Тишанка сезонно пересыхает. Ниже устья Тишанки на реке расположены хутора Медведев и Заварыгин. Далее поворачивает на юго-запад, на реке находятся хутора Краснодонский, Кузнецов и Байбаев. Тишанка впадает в Дон в 584 км от устья последнего. Длина реки составляет 57 км, площадь водосборного бассейна — 778 км². В районе хутора Краснодонского, Тишанку пересекает трасса М-6 «Каспий» и перегон Качалино-Колоцкий Волгоградского региона Приволжской железной дороги.

## Данные водного реестра
По данным государственного водного реестра России относится к Донскому бассейновому округу, водохозяйственный участок реки — Дон от впадения реки Хопёр до города Калач-на-Дону, без рек Хопёр, Медведица и Иловля, речной подбассейн реки — Дон между впадением Хопра и Северского Донца. Речной бассейн реки — Дон (российская часть бассейна).
Код объекта в государственном водном реестре — 05010300512107000009453.